# Diadegma compressum
Diadegma compressum là một loài tò vò trong họ Ichneumonidae.